# Waville
Waville – miejscowość i gmina we Francji, w regionie Grand Est, w departamencie Meurthe i Mozela.
Według danych na rok 1990 gminę zamieszkiwało 406 osób, a gęstość zaludnienia wynosiła 36 osób/km² (wśród 2335 gmin Lotaryngii Waville plasuje się na 658. miejscu pod względem liczby ludności, natomiast pod względem powierzchni na miejscu 514.).